# Aphaenogaster holtzi
Aphaenogaster holtzi är en myrart som först beskrevs av Carlo Emery 1898.  Aphaenogaster holtzi ingår i släktet Aphaenogaster och familjen myror. Inga underarter finns listade i Catalogue of Life.